# العلاقات التشادية الفيجية
العلاقات التشادية الفيجية هي العلاقات الثنائية التي تجمع بين تشاد وفيجي.

## مقارنة بين البلدين
هذه مقارنة عامة ومرجعية للدولتين:
| وجه المقارنة                                              | تشاد                      | فيجي                                                                 |
| --------------------------------------------------------- | ------------------------- | -------------------------------------------------------------------- |
| المساحة (كم2)                                             | 1.28 مليون                | 18.27 ألف                                                            |
| عدد السكان (نسمة)                                         | 15.23 مليون               | 915.30 ألف                                                           |
| الكثافة السكانية (ن./كم²)                                 | 11.9                      | 50.1                                                                 |
| العاصمة                                                   | انجمينا                   | سوفا                                                                 |
| اللغة الرسمية                                             | لغة فرنسية، اللغة العربية | لغة إنجليزية، اللغة الفيجية، اللغة الفيجي الهندية، اللغة الهندستانية |
| العملة                                                    | فرنك وسط أفريقي           | دولار فيجي                                                           |
| الناتج المحلي الإجمالي (بليون دولار)                      | 9.98 مليار                | 5.06 مليار                                                           |
| الناتج المحلي الإجمالي (تعادل القوة الشرائية) بليون دولار | 30.54 مليار               | 8.32 مليار                                                           |
| الناتج المحلي الإجمالي الاسمي للفرد دولار أمريكي          | 775                       | 4.96 ألف                                                             |
| الناتج المحلي الإجمالي للفرد دولار أمريكي                 | 2.18 ألف                  | 8.79 ألف                                                             |
| مؤشر التنمية البشرية                                      | 0.392                     | 0.727                                                                |
| رمز المكالمات الدولي                                      | +235                      | +679                                                                 |
| رمز الإنترنت                                              | .td                       | .fj                                                                  |
| المنطقة الزمنية                                           | ت ع م+01:00               | ت ع م+12:00                                                          |

## منظمات دولية مشتركة
يشترك البلدان في عضوية مجموعة من المنظمات الدولية، منها:
| علم المنظمة | اسم المنظمة                                 | تاريخ انضمام تشاد | تاريخ انضمام فيجي |
| ----------- | ------------------------------------------- | ----------------- | ----------------- |
|             | الاتحاد البريدي العالمي                     | ?                 | ?                 |
|             | يونسكو                                      | 19 ديسمبر 1960    | 14 يوليو 1983     |
|             | البنك الدولي للإنشاء والتعمير               | 10 يوليو 1963     | 28 مايو 1971      |
|             | منظمة التجارة العالمية                      | ?                 | ?                 |
|             | وكالة ضمان الاستثمار متعدد الأطراف          | 11 يونيو 2002     | 24 سبتمبر 1990    |
|             | الاتحاد الدولي للاتصالات                    | 25 نوفمبر 1960    | 5 مايو 1971       |
|             | منظمة الشرطة الجنائية الدولية               | ?                 | ?                 |
|             | مؤسسة التمويل الدولية                       | 2 أبريل 1998      | 12 يوليو 1979     |
|             | الأمم المتحدة                               | 20 سبتمبر 1960    | 13 أكتوبر 1970    |
|             | مجموعة دول أفريقيا والكاريبي والمحيط الهادئ | ?                 | ?                 |
|             | مؤسسة التنمية الدولية                       | 7 نوفمبر 1963     | 29 سبتمبر 1972    |
|             | منظمة حظر الأسلحة الكيميائية                | ?                 | ?                 |
|             | المركز الدولي لتسوية المنازعات الاستشارية   | 14 أكتوبر 1966    | 10 سبتمبر 1977    |

## وصلات خارجية
- موقع وزارة الخارجية الفيجية